# (17510) 1992 PD6
1992 بي دي 6 (ويعرف أيضًا باسم (17510) 1992 بي دي 6 وفق تسمية الكوكب الصغير) (بالإنجليزية: 1992 PD6)‏ هو كويكب ضمن حزام الكويكبات؛ وترتيبه 17510 من حيث الاكتشاف.
اكتُشف هذا الجُرم الفلكي بواسطة Álvaro López-García ‏ في 1 أغسطس 1992.

## وصلات خارجية
- (17510) 1992 PD6 في قاعدة بيانات مختبر الدفع النفاث لأجرام النظام الشمسي الصغيرة

- الاكتشاف · مخطط المدار ·  العناصر المدارية · المعلمات المادية

- (17510) 1992 PD6 على موقع ويكي سكاي: DSS2, SDSS, GALEX, IRAS, Hydrogen α, X-Ray, Astrophoto, Sky Map, Articles and images